# Josef Zotz
Josef Zotz (* 9. Januar 1902 in Musau in Tirol; † 7. Juli 1941 im Weißensee) war ein römisch-katholischer Priester und Widerstandskämpfer gegen das NS-Regime.

## Leben
Josef Zotz, der aus der traditionellen Tiroler Familie Zotz stammt, wurde nach seinem Studium am Priesterseminar Brixen, der heutigen Philosophisch-Theologischen Hochschule Brixen, am 29. Juni 1926 zum römisch-katholischen Priester geweiht. Danach wirkte er als Geistlicher in Ehrwald und Längenfeld. 
Nach dem Tod des Stadtpfarrers von Landeck (Tirol) Josef Penz am 5. Januar 1939 übernahm Zotz als Provisor dessen Funktion. Weil er sich in Predigten und Gesprächen unter anderem deutlich gegen den Antisemitismus, die kriegerische Rhetorik der Regierung und die Ideologie der Herrenrasse des Nationalsozialismus aussprach, sah er sich bald groben Schikanen von Seiten der Gestapo und Misshandlungen durch Angehörige der SA und durch örtliche NS-Aktivisten ausgesetzt.
Als er schließlich den Wehrmachtsangehörigen Adolf Bodingbauer bei der Fahnenflucht unterstützte, indem er den nahezu Verhungerten mit Geld versorgte, wurde er am 3. Juli 1940 verhaftet. Obwohl zu nur drei Monaten Gefängnis verurteilt, wurde er danach in so genannter Schutzhaft festgehalten.
Während der Haft im Polizeigefängnis, die er zeitweilig mit dem gleichfalls inhaftierten späteren Innsbrucker Bischof Reinhold Stecher verbrachte, setzte er sich vielfältig über die Vorschriften hinweg und feierte zum Beispiel trotz Verbots mit improvisierten Ritualgegenständen für seine Mithäftlinge die Heilige Messe. Nach seiner Freilassung am 17. Juni 1941 wurde Josef Zotz der Aufenthalt in seiner Tiroler Heimat untersagt, indem man ihn der Donau- und Alpenreichsgaue verwies. Wahrscheinlich fürchteten die Machthaber den Einfluss des unbeugsamen Priesters auf seine Mitbürger.
Nur drei Wochen nach der Entlassung aus der Haft wurde die Leiche von Josef Zotz am 7. Juli 1941 mit einer Kopfverletzung tot aus dem Weißensee geborgen. Die Behörden unterbanden eine gerichtliche Untersuchung des wahrscheinlich gewaltsamen Todes des Pfarrers und ließen ihn bereits drei Tage später, am 10. Juli 1941, in Unterpinswang bestatten.
Josef Zotz hinterließ zahlreiche Zeugnisse seiner Ablehnung der menschenverachtenden Ideologie des Nationalsozialismus und seiner christlichen Überzeugungen. Es besteht eine Initiative zur Einleitung eines Seligsprechungsprozesses.